# Manfred Mann (musicista)

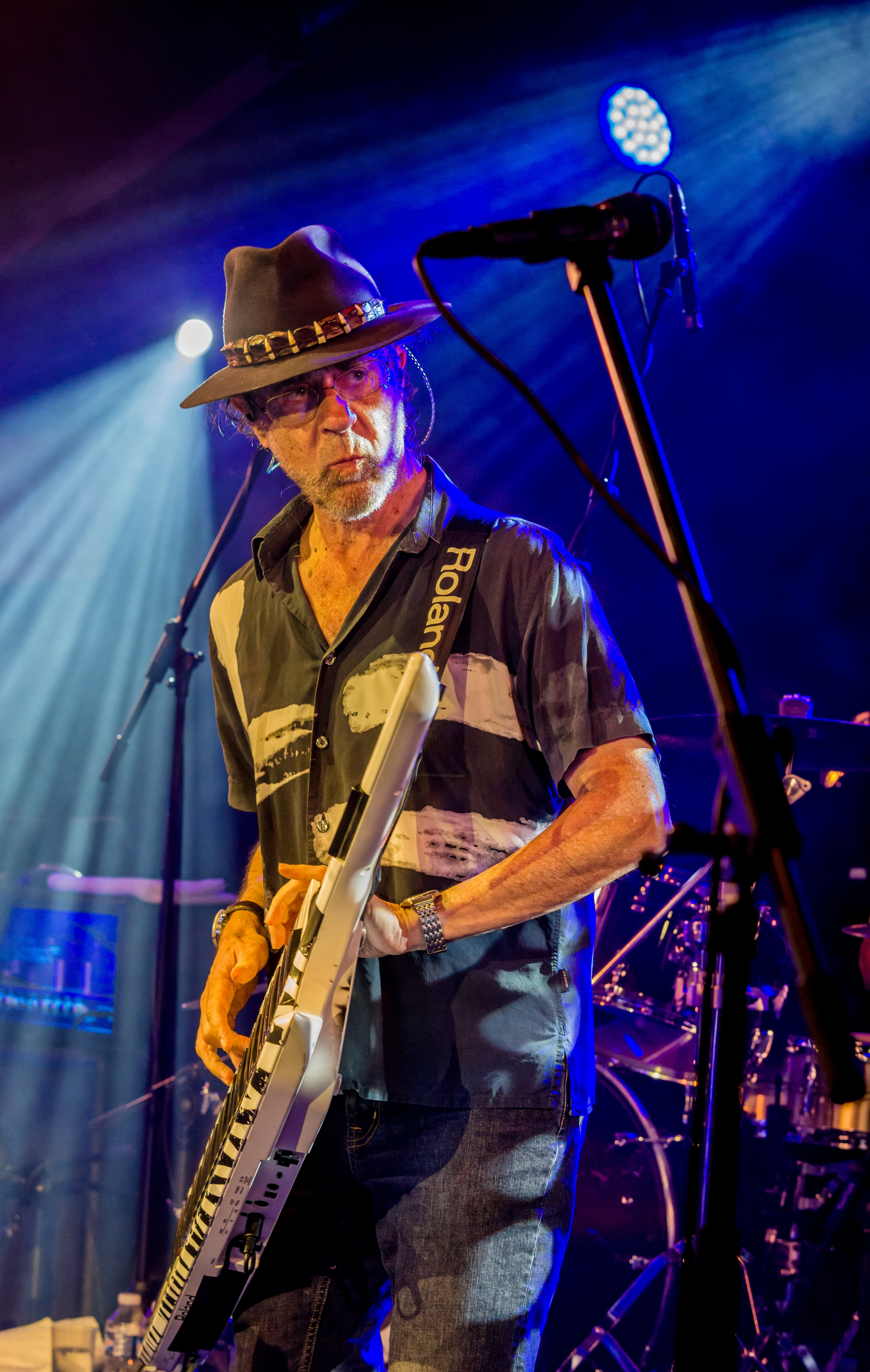
Manfred Mann, Zelt-Musik-Festival nel 2017 a Freiburg Friburgo in Brisgovia, Germania

Manfred Mann, nato Manfred Sepse Lubowitz (Johannesburg, 21 ottobre 1940), è un tastierista e musicista sudafricano.

## Biografia
Nato a Johannseburg da una famiglia di origini ebraiche, ha studiato musica all'Università del Witwatersrand e ha lavorato come musicista nella città natale Johannesburg tra la fine degli anni '50 e i primi anni '60. Nel 1961 si è trasferito nel Regno Unito, dove ha incontrato il collega Mike Hugg, col quale ha formato il gruppo Mann-Hugg Blues Brothers. La band ha cambiato nome in Manfred Mann, assumendo quindi quello dello stesso Mann e verso la metà degli anni '60 ha guadagnato successo grazie a brani come Do Wah Diddy Diddy, Pretty Flamingo e la cover di Bob Dylan Mighty Quinn. Tra il 1969 ed il 1970 si è attivato con un progetto parallelo di stampo jazz rock chiamato Manfred Mann Chapter Three, mentre con i Manfred Mann's Earth Band, gruppo attivo dal 1971, ha inciso anche molti album e alcune cover di Bruce Springsteen che hanno avuto molto successo. Nel corso della sua carriera ha collaborato tra gli altri con Uriah Heep e Trevor Rabin.